# Sorgenhaus
Sorgenhaus ist ein aus einer Hofschaft hervorgegangener Wohnplatz in der bergischen Großstadt Solingen.

## Lage und Beschreibung
Sorgenhaus liegt im Solinger Stadtteil Wald nahe dem Stadtteilzentrum. Die zu dem Ort gehörenden Gebäude befinden sich an einer Stichstraße mit dem Namen Sorgenhaus zwischen der Stübbener Straße und der Böcklinstraße. Der Ort ist von mehreren Wohnstraßen, aber auch mehreren Industrie- und Gewerbebetrieben umgeben: Im Osten befindet sich die Produktionsstätte von DOVO Solingen, außerdem das Fabrikgelände der ehemaligen Firma Grossmann Stahlguss. Unmittelbar westlich liegt das Fabrikareal der Vereinigten Schlüsselfabriken, die heute als VS Guss AG firmieren. im Süden befinden sich das Rathaus Wald sowie der Walder Stadtpark.
Benachbarte Orte sind bzw. waren (von Nord nach West): Schneppert, Stübben, Strauch, Henshaus, Wald, Adamsfeld, Felder Hof, Obenitter und Westersburg.

## Etymologie
Der Ortsname ist abgeleitet von dem Familiennamen eines Bauers Sorge.

## Geschichte
Nachweisbar ist Sorgenhaus seit dem 17. Jahrhundert, als der Name der Hofschaft als Sorgenhauß am 5. Mai 1635 erstmals urkundlich erwähnt wird. In dem Kartenwerk Topographia Ducatus Montani, Blatt Amt Solingen, von Erich Philipp Ploennies aus dem Jahr 1715 ist der Ort mit einer Hofstelle verzeichnet und als Sorgenhüs benannt. Der Ort gehörte zur Honschaft Itter innerhalb des Amtes Solingen. Die Topographische Aufnahme der Rheinlande von 1824 verzeichnet den Ort bereits als Sorgenhaus, ebenso wie die Preußische Uraufnahme von 1844. In der Topographischen Karte des Regierungsbezirks Düsseldorf von 1871 ist er als Sorgenh. verzeichnet.
Nach Gründung der Mairien und späteren Bürgermeistereien Anfang des 19. Jahrhunderts gehörte der Ort zur Bürgermeisterei Wald, dort lag er in der Flur V. (Wald). 1815/16 lebten 23, im Jahr 1830 26 Menschen im als Weiler bezeichneten Sorgenhaus. 1832 war der Ort Teil der Ersten Dorfhonschaft innerhalb der Bürgermeisterei Wald. Der nach der Statistik und Topographie des Regierungsbezirks Düsseldorf als Hofstadt kategorisierte Ort besaß zu dieser Zeit vier Wohnhäuser und vier landwirtschaftliche Gebäude. Zu dieser Zeit lebten 20 Einwohner im Ort, davon vier katholischen und 16 evangelischen Bekenntnisses. Die Gemeinde- und Gutbezirksstatistik der Rheinprovinz führt den Ort 1871 mit sechs Wohnhäusern und 52 Einwohnern auf. Im Gemeindelexikon für die Provinz Rheinland von 1888 werden für Sorgenhaus sieben Wohnhäuser mit 49 Einwohnern angegeben. 1895 besitzt der Ortsteil sieben Wohnhäuser mit 45 Einwohnern, 1905 werden sieben Wohnhäuser und 38 Einwohner angegeben.
Mit der Städtevereinigung zu Groß-Solingen im August 1929 wurde Sorgenhaus ein Ortsteil Solingens. Seit der Nachkriegszeit hat sich das Bild der Hofschaft stark verändert, die meisten der dortigen Fachwerkhäuser wurden, wenn nicht abgerissen, dann verputzt oder auf andere Weiseverkleidet und modernisiert. So geschehen auch mit dem ursprünglichen Bauernhaus, dem heute verputzten Gebäude Sorgenhaus 5. Es handelt sich um das vermutlich älteste Fachwerkhaus in der Hofschaft, das vielleicht noch aus dem 17. Jahrhundert stammt.